# Pape Badiane
Pour les articles homonymes, voir Badiane.
Pape Badiane, né le 10 février 1980 à Boulogne-Billancourt (Hauts-de-Seine) et mort le 23 décembre 2016 à Frontenay-Rohan-Rohan (Deux-Sèvres), est un joueur de basket-ball international français, évoluant au poste de pivot.

## Biographie
Après avoir évolué en espoir à Montpellier, Pape Badiane rejoint les États-Unis où il reste cinq ans, dont les quatre dernières années en NCAA avec les Vikings de Cleveland State.
Pape Badiane revient en France pour la saison 2003-2004, signant avec l'équipe de Chorale Roanne Basket. En 2007, il réalise avec son club le doublé Semaine des As-Championnat de France. Le titre est obtenu face au SLUC Nancy où évolue son frère Moussa Badiane.
Avec la blessure de Ian Mahinmi lors d'un camp d'entraînement aux États-Unis, Pape Badiane est appelé par le sélectionneur national Claude Bergeaud pour faire partie de l'équipe de France qui participe aux championnats d'Europe 2007. Il y côtoie notamment Tony Parker et Boris Diaw. La France s'y classe huitième, manquant de ce fait la qualification pour les Jeux de Pékin.
Pour sa cinquième et dernière saison à Roanne, Pape Badiane découvre l'Euroligue et son club atteint de nouveau la finale des playoffs malgré les départs de Dewarick Spencer et Aaron Harper l'été précédent. Il ne reste au Mans qu'une saison, décevante sur le plan individuel malgré  la victoire en Semaine des As et en Coupe de France. Il rejoint alors le promu Poitiers où il demeure jusqu'au terme de sa carrière professionnelle.
En 2013, à la suite d'une opération du poignet, Pape Badiane se voit déclarer inapte à la pratique du sport de haut niveau, et met un terme à sa carrière de joueur professionnel et entame une reconversion dans le domaine de l'informatique.
En octobre 2014, il s'engage en faveur de l'USV Ré Basket (équipe de Saint-Clément-des-Baleines dans l'île de Ré qui évolue en Nationale 2). Il évolue pour le club de Charenton en Nationale 3 pour la saison 2016-2017.
Pape Badiane meurt le 23 décembre 2016, victime d'un accident de la route.

## Club successifs

### Carrière professionnelle
- 2003-2008 :  Chorale Roanne Basket (Pro A)
- 2008-2009 :  Le Mans Sarthe Basket (Pro A)
- 2009-2013 :  Poitiers Basket 86 (Pro A)

### Carrière amateur
- 2014-2016 :  USV Ré Basket (Nationale 2)
- 2016 :  Saint-Charles Charenton Saint-Maurice Basket-ball (Nationale 3)

## Palmarès
- Champion de France 2007
- Coupe de France : 2009
- Semaine des As : 2007, 2009
- Vice-champion de France de Pro A en 2008.
- Vainqueur du tournoi de streetball international Quai 54 en 2006 avec la Team77 et son frère Moussa Badiane

### Sélection nationale
- Participation aux Championnats d'Europe 2007 en Espagne.

### Distinctions personnelles
- Participations aux All-Star Game LNB 2006, 2007, et 2009.